# Portela do Fojo
Portela do Fojo is een plaats (freguesia) in de Portugese gemeente Pampilhosa da Serra en telt 572 inwoners (2001).